# 자이언티
자이언티(Zion.T, 본명: 김해솔, 1989년 4월 13일 ~ )는 대한민국의 가수이다. 크루는 VV:D (비비드) 크루이고, 그레이, 로꼬, 크러쉬, 엘로와 같은 멤버이며, 네오 소울 풍의 음악을 주로 하고 있다. 2011년에 싱글 음반 Click Me로 데뷔하여, 아메바 컬쳐에 들어가면서 사이먼 도미닉의 《Simon Dominic Presents 'SNL LEAGUE BEGINS'》와 프라이머리의 《Primary And The Messengers LP》 등 동료들의 음반에 피처링하며 이름을 알렸다. 2013년에는 아메바 컬쳐의 프로젝트인 NOWorkend 프로젝트의 일환으로 크러쉬와 함께 〈뻔한 멜로디〉를 발매했다. 이어 2013년 12월 19일에는 싱글 〈미러볼〉을 발표했다. 2016년 3월, 자이언티는 YG 소속 프로듀서 테디가 설립한 YG 엔터테인먼트 산하 레이블로 이적하는 것이 발표 되었다. 레이블 이름은 더블랙레이블이다. 2019년 11월 6일 디지털싱글 《'5월의 밤》'을 발표했다.  '5월의 밤'은 모르는 사람과 사랑을 하게 되고, 서로 맞춰가면서 느꼈던 어려움 및 설렘의 기분을 담은 곡으로 김이나 작사가가 작사에 참여했다.

## 학력
- 서울화곡초등학교 (졸업)
- 화곡중학교 (졸업)
- 화곡고등학교 (졸업)

## 사생활
그룹 트와이스 채영과 이성적인 교제를 하는 사이이다.

## 음반 활동
정규 음반
- 2013년 4월 9일 《Red Light》
- 2017년 2월 1일 《OO》
- 2018년 10월 15일 《ZZZ》[6]
- 2021년 《회전목마》

싱글
- 2011년 4월 29일 《Click Me》
- 2013년 3월 6일 《뻔한 멜로디》
- 2013년 12월 19일 《미러볼》
- 2014년 9월 22일 《양화대교》
- 2015년 3월 23일 《강승원 1집 만들기 프로젝트 Part 3:무중력》
- 2015년 5월 19일 《Eat》
- 2015년 10월 12일 《No Make Up》
- 2019년 11월 6일 《5월의 밤》
- 2020년 7월 7일 《Confirmed》[7]

프로젝트
- 2015년 2월 2일 《Young》
- 2015년 으뜨거따시 ($ponsor)[8] (무한도전 영동고속도로 가요제)

## 음반 외 활동

### 방송
- 2012년 Mnet 《Show Me The Money 1》 5회 (7월 20일)
- 2012년 KBS2 《불후의 명곡 - 전설을 노래하다》 65회 (9월 8일)
- 2012년 KBS2 《유희열의 스케치북》 166회 (11월 16일)
- 2012년 KBS2 《불후의 명곡 - 전설을 노래하다》 80회 ~ 81회 (12월 22일 ~ 12월 29일)
- 2013년 KBS2 《유희열의 스케치북》 185회 (4월 19일)
- 2013년 MBC MUSIC 《피크닉 라이브 소풍》 10회 ~ 11회 (7월 29일 ~ 8월 5일)
- 2013년 MBC MUSIC 《그린 송 콘테스트》 (9월 8일 ~ 9월 29일)
- 2013년 KBS2 《유희열의 스케치북》 205회 (10월 4일)
- 2014년 KBS2 《유희열의 스케치북》 246회 (10월 17일)
- 2014년 EBS 《EBS 스페이스 공감》 1084회 (12월 26일)
- 2015년 MBC MUSIC, MBC every1 《쇼! 챔피언》 131회 (2월 4일)
- 2015년 Mnet 《야만TV》 5회 (2월 16일)
- 2015년 Mnet 《4가지쇼 시즌2》 6회 (2월 17일)
- 2015년 MBC MUSIC 《피크닉 라이브 소풍》 55회 ~ 56회 (3월 5일 ~ 3월 12일), 74회 (7월 23일)
- 2015년 KBS2 《유희열의 스케치북》 280회 (7월 3일)
- 2015년 MBC 《무한도전》 435회 ~ 442회 (7월 4일 ~ 8월 22일)
- 2015년 MBC 《황금어장 라디오스타》 443회 (9월 2일)
- 2015년 MBC 《DMC 페스티벌 2015 상암에서 놀자!》 (9월 13일 ~ 9월 14일)
- 2016년 MBC 《무한도전》 467회 못.친.소 페스티벌2 두 번째 이야기 - 축하 공연 (2월 13일)
- 2016년 tvN 《현장토크쇼 택시》 426회 (5월 3일)
- 2016년 Mnet 《Show Me The Money 5》 (5월 13일 ~ 7월 15일)
- 2016년 SBS 《보컬 전쟁: 신의 목소리》 9회 ~ 10회 (6월 8일 ~ 6월 15일)
- 2016년 SBS 《판타스틱 듀오》 27회 ~ 28회 (10월 23일 ~ 10월 30일)
- 2016년 SBS 《제37회 청룡영화상》 2부 축하 공연 (11월 25일)
- 2016년 KBS2 《유희열의 스케치북》 343회 (11월 26일)
- 2017년 KBS2 《유희열의 스케치북》 351회 (2월 11일)
- 2017년 MBC 《나 혼자 산다》 193회 (2월 17일)
- 2017년 KBS2 《유희열의 스케치북》 357회 (3월 25일)
- 2017년 MBC 《황금어장 라디오스타》 527회 (5월 17일)
- 2017년 Mnet 《Show Me The Money 6》 10회 (9월 1일) - 행주 bestdriverZ 피처링
- 2017년 ~ 2018년 JTBC 《믹스나인》 심사위원 (2017년 10월 29일 ~ 2018년 1월 26일)
- 2017년 JTBC 《한끼줍쇼》59회 게스트 (12월 6일) - 이적과 공동 출연
- 2018년 MBC 《삐그덕 히어로즈》 (2월 6일 ~ 3월 5일)
- 2018년 SBS 파워FM 《영스트리트》스페셜 DJ (11월 5일, 11월 7일)
- 2019년 MBC 《놀면 뭐하니?》 11회 (10월 5일)
- 2020년 Mnet 《곡FARM!》 (3월 30일 ~ 6월 22일)
- 2020년 Mnet 《Show Me The Money 9》 (10월 16일 ~ 12월 18일)
- 2021년 Mnet 《고등래퍼 4》 특별 심사위원 (3월 26일)
- 2021년 Mnet 《Show Me The Money 10》 (10월 1일 ~ 12월 3일)
- 2023년 MBC 《전지적 참견 시점》 276회 (12월 9일)

### CF
- 2015년 LG전자 V10 (with 스테파니 리, 장진)
- 2015년 CJ제일제당 헛개컨디션 (with 유병재, 진세연)
- 2016년 KFC 매직박스 (노래)
- 2017년 동서식품 맥심 아이스커피 (with 이나영)
- 2017년 KEB하나은행 - 하나하나 키워주니까 "하나 Can Do!" 편 (노래)
- 2017년 폭스바겐 - "Nu day"
- 2020년 기아자동차 카니발 (노래)

## 수상 목록
| 연도   | 수상 내역                                                                 |
| ------ | ------------------------------------------------------------------------- |
| 2014년 | - 제11회 한국대중음악상 장르분야 최우수 알앤비소울 음반상 - 《Red Light》 |
| 2015년 | - 무한도전 영동고속도로 가요제: 으뜨거따시 - $ponsor                      |
| 2016년 | - 제5회 《가온 차트 K-POP 어워드》 올해의 발견상 R&B 부문                 |

### 가요 프로그램 1위
| 연도            | 수상 내역 (총 3회)                                                                                       |
| --------------- | --- |
| 2015년 (총 2회) | - 그냥(With Crush) (총 2회) - 2월 11일 MBC MUSIC 《쇼챔피언》 챔피언송 - 2월 14일 MBC 《쇼음악중심》 1위 |
| 2017년 (총 1회) | - 눈 (Feat. 이문세) (총 1회) - 12월 17일 SBS 《인기가요》 1위                                            |